# Gers (Schwalm)
Die Gers ist ein etwa 10,2 km langer, rechtsseitiger bzw. südöstlicher Zufluss der Schwalm im Osthessischen Bergland. Er fließt im nordhessischen Schwalm-Eder-Kreis und gehört zum Flusssystem und Einzugsgebiet der Weser.

## Verlauf
Die Gers entspringt im Osthessischen Bergland in den Nordwestausläufern des Knüllgebirges. Ihre Quelle liegt etwa 2,5 km ostnordöstlich des Frielendorfer Ortsteils Schönborn im Tal zwischen dem Kornberg (353,9 m ü. NN) im Norden und dem Riemenhainskopf (365,1 m ü. NN) im Süden auf etwa 339 m Höhe.
Anfangs fließt die Gers, die überwiegend nordwestwärts verläuft, etwa westwärts in Richtung der Frielendorfer Nachbarortsteile Schönborn und Leimsfeld, die südlich und nördlich des Bachs liegen. Fortan verläuft sie nordwestwärts und passiert nach Unterqueren der Bundesstraße 254 und der Trasse der ehemaligen Kanonenbahn nordöstlich das Schwalmstädter Dorf Rörshain, wo sie an der Hardtmühle und Zeigerichsmühle vorbeifließt. Dann passiert sie den einstigen Flugplatz Rörshain nordöstlich und den mündungsnahen Berg Landsburg (342,7 m ü. NN) südlich.
Kurz darauf mündet die Gers, direkt nach Unterqueren der Main-Weser-Bahn, knapp 1 km nördlich des Schwalmstädter Ortsteils Allendorf an der Landsburg nach etwa 136 m Höhenunterschied auf etwa 203 m ü. NN in den dort von Süden kommenden Eder-Zufluss Schwalm.

## Einzugsgebiet und Zuflüsse
Das Einzugsgebiet der Gers umfasst 23,707 km². Zu ihren Zuflüssen gehören mit orographischer Zuordnung (l = linksseitig, r = rechtsseitig), Gewässerlänge, Mündungsort mit Gersbachkilometer und – wenn bekannt – Einzugsgebiet (flussabwärts betrachtet):
- Bach vom Michelsberg (r; 1,4 km), weit unterhalb Rörshain (nahe km 1,4), 4,784 km²